# Осипович Наум Маркович
Наум Маркович Осипович (12 січня 1870, Очаків Одеського повіту Херсонської губернії – 7 жовтня 1937, Одеса) — письменник, публіцист, історик революційного руху на півдні України на початку XX ст.

## Життєпис
Народився 12 січня 1870 у родині рибака в Очакові. Після завершення навчання в училищі (1885 р.) переїхав до Одеси, де збирався поступити в Імператорського Новоросійського університету. Однак з 1886 став членом партії «Народна воля». Працював на заводі. Був заарештований та відбув заслання. У 1900 за дорученням «Товариства поширення освіти між євреями в Росії» дослідив ступінь письменності єврейського населення Бесарабської губернії.
У 1910—1912 роках жив у Швейцарії, де закінчив Вищу школу соціальних наук (1912). У 1913—1918 роках редагував в Одесі художньо-літературний ілюстрований журнал для єврейских дітей  — «Колосья», що ставив за мету формування національної ідентичності серед єврейської молоді. У 1919—1926 роках очолював правління «Південного товариства письмеників». З 1917 по 1922 рік очолював комісію з розкриття псевдонімів секретних співробітників, провокаторів доби царизму. Але, як парадокс, одного разу його самого звинуватили у написанні до 1917 процаристської статті. У 1920-х роках був одним з провідних діячів Одеського відділення товариства колишніх каторжан та засланців. Редактор провідного органу товариства — журналу «Кандальный звон».

## Творчість
Праці Наума Осиповича були написані на основі багатьох раніше невідомих архівних джерел. Він був унікальним спеціалістом з історії діяльності царської охранки в Одесі, зокрема, провокаторів. Однак автор часто застосовував напівбелетрестичний стиль викладу, на досить низькому археографічному рівні публікував джерела.
З 30 років писав у єврейських виданнях «Еврейский мир», «Еврейская неделя», «Восход», «Новый восход» белетрестичні оповідання про побут євреїв півдня України: «В черте оседлости», «У воды», «Книга», «Философия Зелика Кнака», «За что?», «Охота», «Фейгеле», «Семья Арона Рабиновича», «Поверил», «На военном совете», «Арфа Гетана», «Натан Маймон».
У Санкт-Петербурзі вийшло зібрання творів Наума Осиповича у 4-х тома (1910–1912), 4-е видання у трьох томах вийшло 1931 року у Миколаєві. Також були опубліковані збірки оповідань «В забытом краю» (1911), «По чужой дороге» (1917), «Похищение Зоси», «Провокатор» (обидві – 1926), «Пахари» (1934) тощо. 

## Праці
- Документы о «невинном» человеке [Говорюхине] // Каторга и ссылка. — № 5. — 1923;
- Один из своих (из рассказов о секретных сотрудниках) [провокатор Г. П. Хавкин] // Каторга и ссылка. — № IX. — 1924;
- Как тайное стало явным // Кандальный звон. — 1925. — № 2;
- Рассказы о секретных сотрудниках // Кандальный звон. — 1925. — № 1;
- Черный октябрь // 1905. Революционное движение в Одессе и на Одещине. — Одеса, 1925;
- О Красной сотне // 1905. Революционное движение в Одессе и на Одещине. — Одеса, 1925;
- В грозовые годы // Кандальный звон. — 1926. — № 3;
- Карьера профессора Бугаевского // Кандальный звон. — 1926. — № 5.